# Samuel Kansi
 (octobre 2020).
Pour les articles homonymes, voir Kansi.
Samuel Kansi est un astronome français du XIVe siècle. Le nom de famille « Kansi » est un adjectif mal formé dérivé du nom hébreu keneset et est l'équivalent de « D'Escola », un nom porté par plusieurs juifs provençaux. Kansi a écrit l'introduction à l'œuvre astronomique Shesh Kenafayim d'Immanuel ben Jacob de Tarascon. On suppose qu'il est identique à Samuel Nasi d'Escola, dont le commentaire sur les tables astronomiques de Jacob ben David ben Yom-Tov Bonet (Bonjorn) existe toujours. Un certain Samuel d'Escola, peut-être identique à Kansi, copia, en 1406, à Avignon, la Michneh Torah de Maïmonide.